# Wilhelm Himmel

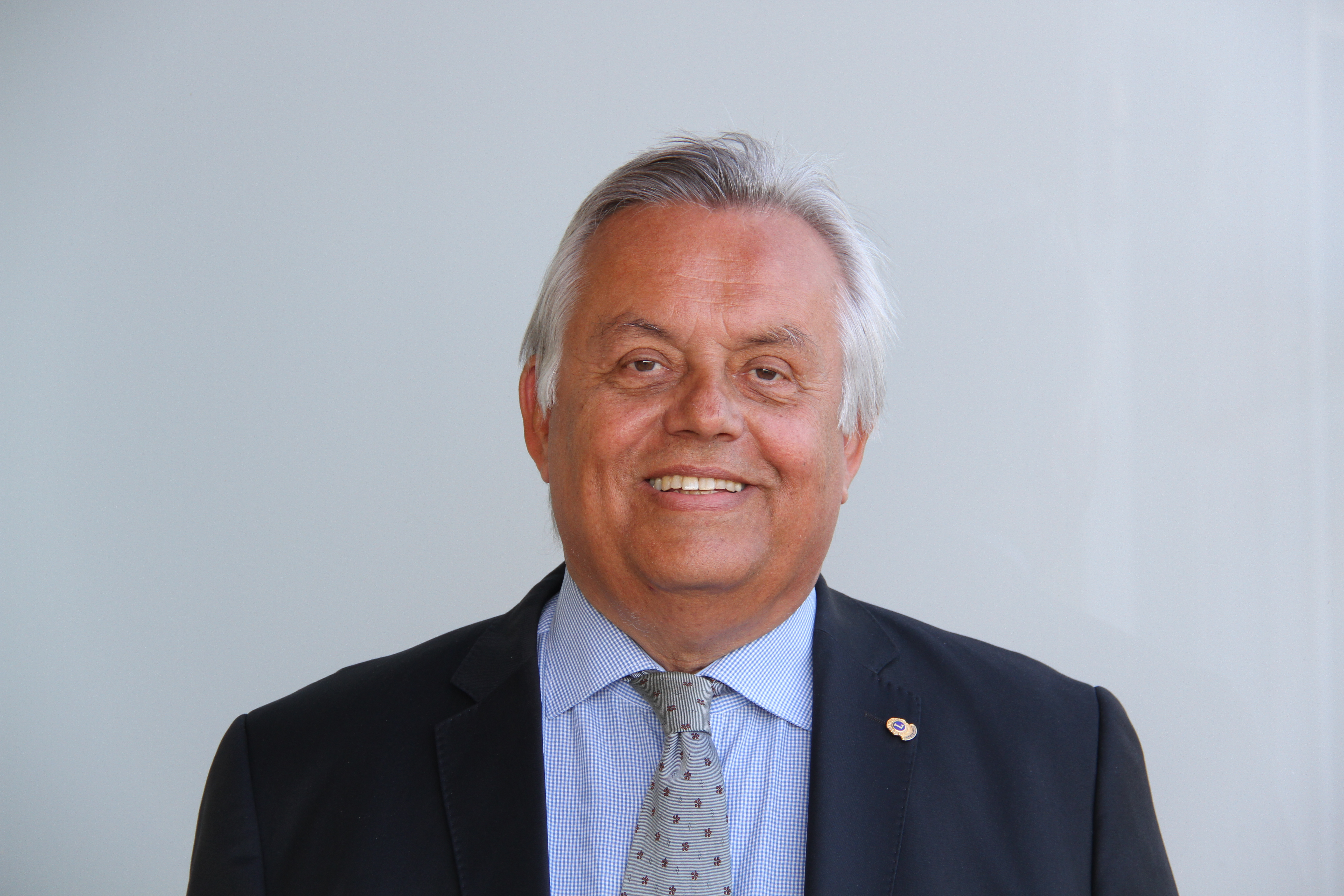
Wilhelm Himmel im April 2020

Wilhelm Himmel (* 6. März 1954 in Graz, Steiermark) war bis September 2017 in der steirischen Landesverwaltung als leitender Beamter für die Abfallwirtschaft und Nachhaltigkeit tätig.

## Werdegang
Wilhelm Himmel ist gemeinsam mit seinem Bruder Erwin Himmel (Automobildesigner) in Leibnitz aufgewachsen. Nach der Matura (1972) am BG&BRG Leibnitz absolvierte er das Studium der Technischen Chemie an der Technischen Universität Graz. Nach Studienabschluss (1980 bis 1984) war er Projektmitarbeiter am Institut für Umweltforschung (IFU Graz) und Vertragsassistent am Institut für Biotechnologie, Mikrobiologie und Abfalltechnologie an der TU-Graz (Vorstand: Robert Lafferty). In dieser Zeit leitete Wilhelm Himmel im Rahmen eines Forschungsprojektes die „Arbeitsgruppe Biogas“. Die Untersuchung einer landwirtschaftlichen Biogasanlage wurde mit dem Rigorosum und der Promotion an der TU-Graz zum Dr.techn. im Jahr 1988 abgeschlossen. Himmel ist seit 1978 verheiratet und hat einen Sohn.
Himmel trat 1984 in den Landesdienst ein und erhielt vom ersten steirischen Umweltlandesrat Josef Riegler den Auftrag, ein Müllkonzept für das Land Steiermark zu erstellen ein. Unter der politischen Zuständigkeit von Hermann Schaller baute er gemeinsam mit Gerhard Jägerhuber die Fachabteilung für Abfallwirtschaft (FA1c) auf. Im Jahr 2002 wurde Himmel von Landeshauptfrau Waltraud Klasnic zum Leiter der Fachabteilung 19D für Abfall- und Stoffflusswirtschaft bestellt. Die Ressortverantwortung für den Bereich Abfallwirtschaft lag in dieser Zeit bei Landesrat Erich Pöltl (bis September 2003) und danach bis zum Ausscheiden aus dem Landesdienst bei Landesrat Johann Seitinger.
Wilhelm Himmel hat von 1985 bis 2017 die Entwicklung der steirischen Abfallwirtschaft mitgestaltet und war von 2002 bis 2017 auch Nachhaltigkeitskoordinator des Landes Steiermark. Im Auftrag der Landesräte Erich Pöltl (Umweltressort) und Herbert Paierl (Wirtschaftsressort) begründete Himmel mit Unterstützung der steirischen Wirtschaftsförderungsgesellschaft (SFG) und der Wirtschaftskammer Steiermark im Jahr 2002 die Förderplattform Wirtschaftsinitiative Nachhaltigkeit (WIN). Im Jahr 2005 erfolgte die Gründung der ECO WORLD STYRIA (heute Green Tech Cluster Steiermark), wo Himmel bis zum Ausscheiden aus dem Landesdienst den Vorsitz im Gesellschafterausschuss führte. Die nachhaltige Entwicklung im kommunalen Bereich wurde mit der Landentwicklung Steiermark unterstützt, wo Himmel als Vorstandsmitglied über viele Jahre mitwirkte. Ab 1990 war Himmel auch als Vortragender an der Landesverwaltungsakademie und ebenso auch als Lehrbeauftragter am WIFI Graz (1990–2010) tätig. Ab 2003 war Himmel auch Lehrbeauftragter an der Montan Universität Leoben (Lehrstuhl für Abfallverwertungstechnik und Abfallwirtschaft) und ab 2011 Lehrbeauftragter an der Technischen Universität Graz (Institut für Siedlungswasserwirtschaft). Über mehrere Perioden wurde Himmel vom Landeshauptmann zum Vorsitzender der Prüfungskommission zur Befähigungsprüfung der Technischen Büros / Ingenieurbüros (2001–2013) bestellt. Auf nationaler Ebene leitete Himmel mehrere Fachausschüsse beim Österreichischen Wasser- und Abfallwirtschaftsverband (ÖWAV) und war auch Mitglied des wissenschaftlichen Organisationskomitee zu den Internationalen abfallwirtschaftlichen Fachtagungen RECY- und DEPOTECH der Montanuniversität Leoben.
Zu den besonderen Impulsen die Himmel gesetzt hat zählen u. a. die landesweite Stopp-Littering Aktion „Der große Steirische Frühjahrsputz“ die 2008 erstmals gemeinsam mit dem ORF-Landesstudio Steiermark durchgeführt wurde. Innerhalb von 12 Jahren ist es gelungen, die Anzahl der jährlichen Teilnehmer an dieser Bewusstseins-Kampagne von rd. 20.000 auf mehr als 55.000 Teilnehmer zu steigern. Im Jahr 2019 konnten durch diese Aktion knapp 200 Tonnen Abfall gesammelt werden.
Über seine Initiative sind auch der steirische Baurestmassenleitfaden, der Fair Fashion Guide für nachhaltige Beschaffung bei Bekleidung sowie die Smartphone-App „Abfall-A-B-C“ (in Zusammenarbeit mit der Kleinen Zeitung) entstanden.

## Privates, ehrenamtliches und zivilgesellschaftliches Engagement
Himmel war bis 1995 Mitglied des Serviceclubs Round Table 13 Graz (1985–1995) und Gründungsvizepräsident des Lions Club Graz-Forum (1997). Ab dem Jahre 2001 unterschiedliche Funktionen bei Lions Clubs International im Distrikt 114 Österreich Mitte. 2005 Initiator des Lions Nachhaltigkeitspreises und Multidistrikt-Koordinator für das große Jubiläumsfest 100 Jahre Lions Clubs International am 19. Mai 2017 in der Grazer Stadthalle, sowie Zonenleiter (Graz), Regionsleiter (Steiermark) und Vize-Governor im Distrikt 114 Österreich Mitte. Gemeinsam mit Stefan Karner ist Himmel Herausgeber der Publikation 100 Jahre Lions Clubs International – 65 Jahre Lions in Österreich, erschienen im Leykam Verlag 2017.
An der Spitze der „Vereinigten Bürgerinitiativen pro 6er“ hat sich Himmel in der Zeit von 1995 bis 2000 für die Verlängerung der Straßenbahnlinie 6 in Graz eingesetzt und gemeinsam mit Rudolf Ziegelbäcker erfolgreich das umstrittene Ergebnis der Volksbefragung vom 19. Jänner 1997 beim Verfassungsgerichtshof bekämpft. Mit Erkenntnis vom 16. Juni 2000 stellte in der Folge der VfGH die grundsätzliche Gesetzwidrigkeit der Verordnung des Grazer Gemeinderates über die Anordnung der Volksbefragung vom 19. Jänner 1997 fest. In einem weiteren Erkenntnis vom 28. September 2000 gab der Verfassungsgerichtshof der Anfechtung der 6er-Befürworter statt und hob das Verfahren zur Volksbefragung vom 19. Jänner 1997 als gesetzwidrig auf und die Verlängerung der Straßenbahnlinie 6 – vorbei am Terrassenhaus Graz St. Peter wurde realisiert.

## Ehrungen und Auszeichnungen
- 2002 – Österreichischer Amtsmanager des Jahres 2002, ausgezeichnet durch WKÖ, KURIER und ORF für das Projekt „e-Learning in der Abfallwirtschaft“[7]
- 2005 – Umweltsteirer des Jahres, verliehen durch die Wirtschaftskammer Steiermark[8]
- 2008 – Abfallinnovationspreis „PHÖNIX“ – 2008, verliehen vom Lebensministerium und ÖWAV[9] für das Projekt „Gipsplatten-Recycling“
- 2012 – Ehrung durch die Montanuniversität Leoben für Verdienste um die Umwelttechnik / Abfallwirtschaft in Wissenschaft und Praxis im Rahmen der DEPOTECH 2012 in Leoben
- 2016 – Auszeichnung durch das Bundeskanzleramt mit dem Österreichischen Verwaltungspreis 2016 für das Pilotprojekt zur Optimierung der Abfalllogistik in der Marktgemeinde Birkfeld[10]
- 2018 – Ernennung zum Ehrenmitglied der Steiermärkischen Berg- und Naturwacht
- 2018 – Verleihung des Großen Ehrenzeichens des Landes Steiermark durch Landeshauptmann Hermann Schützenhöfer[11]
- 2018 – Nominierung für den Staatspreis „Smart Packaging 2018“ für die Lions-Doppel-DVD-Hülle aus 100 % Karton durch Margarete Schramböck und Elisabeth Köstinger

## Veröffentlichungen

### Bücher
- Wilhelm Himmel: Die Bedeutung der mikrobiologischen Methangewinnung – Betriebserfahrungen mit einer landwirtschaftlichen Biogasanlage. Technische Universität Graz in Kooperation mit dem Institut für Umweltforschung, Graz 1988.[12]
- Wilhelm Himmel (Hrsg.): Berichtsband zum Biogas-Statusseminar. Graz 1982, ISBN 3-7041-0093-5
- Wilhelm Himmel (Hrsg.): 50 Jahre Abfallwirtschaft in der Steiermark. Graz 2005, ISBN 3-200-00387-1
- Wilhelm Himmel, Stefan Karner: 100 Jahre Lions Clubs International – 50 Jahre Lions in Österreich. Graz 2017, ISBN 978-3-7011-8050-9

### Diplomarbeit
- Wilhelm Himmel: Wachstum, Poly-β-Hydroxybuttersäure-Akkumulation und Ausscheidung organ. Säuren unter phosphatlimitierenden Bedingungen bei Bacillus megaterium Stamm KM. Institut für Biotechnologie, Mikrobiologie und Abfalltechnologie, Technische Universität Graz, 1980

### Aufsätze
- Wilhelm Himmel: Restmüllabfuhr – Abfuhrzyklus und Gefäßgröße unter dem Blickpunkt der ökologischen und politischen Verantwortung. Handbuch der Umwelttechnik 1993 anlässlich der 6. Internationalen Kongress-Messe für Umwelttechnik (UTEC) ISBN 3-900834-07-5
- Wilhelm Himmel, Erich J. Schwarz (Hrsg.): Vom Auspuff zum Lenkrad – oder der Aufbruch der Abfallwirtschaft zur nachhaltigen Stoffflusswirtschaft. Nachhaltiges Innovationsmanagement, Graz 2004, ISBN 3-409-12696-1.
- Wilhelm Himmel, Ingrid Winter: Nachhaltige Ressourcenschonung im Landes-Abfallwirtschaftsplan Steiermark 2010. Tagungsband der Depotech 2010, Graz 2010, ISBN 978-3-200-02018-4.
- Wilhelm Himmel: Die Umsetzung der kommunalen Jahresabfallbilanzmeldungen am Beispiel der Steiermark. ÖWAV Fachtagung „Jahresabfallbilanzen“ 2011, Graz 2011, ISBN 978-3-902810-00-7.
- Wilhelm Himmel: Zero Waste – keine Vision für Siedlungsabfälle, ÖWAV – Fachtagung „Zero Waste – Irrweg oder Vision?“, Graz 2011, ISBN 978-3-902084-98-9.
- Wilhelm Himmel, Ingrid Winter, H. Flachberger (Hrsg.), G. Waldl (Hrsg.), H. Kolb (Hrsg.): Aufbereitung in Österreich, Montan Universität Leoben, Leoben 2011, ISBN 978-3-200-02207-2.
- Wilhelm Himmel, Josef Mitterwallner: Mineralische Nebenprodukte und Abfälle, Thome-Kozmiensky Verlag, 2014, ISBN 978-3-944310-11-4.